# Aurelio González
Aurelio Ramón González (Luque, 1905. szeptember 25. – 1997. július 9.), paraguayi válogatott labdarúgó, edző.
A paraguayi válogatott tagjaként részt vett az 1930-as világbajnokságon és az 1929-es Dél-amerikai bajnokságon.
A későbbiekben edzőként több alkalommal is irányította a paraguayi válogatottat, többek között az 1958-as világbajnokságon is.

## Sikerei, díjai
Olimpia
- Paraguayi bajnok (7): 1927, 1928, 1929, 1931, 1936, 1937, 1938

## Külső hivatkozások
- Aurelio González a FIFA.com honlapján Archiválva 2015. február 4-i dátummal a Wayback Machine-ben